# Gwatemalskie Siły Powietrzne
Siły Powietrzne Gwatemali (FAG) składają się z 10 samolotów Cessna A-37 i 10 samolotów Pilatus PC-7 Turbo-Trainer, które są wykorzystywane do celów szkoleniowych.
Podczas konfliktu z Wielką Brytanią o Belize samoloty Cessna A-37 i Pilatus PC-7 służyły do atakowania Brytyjczyków rakietami i ogniem broni maszynowej. Siły Gwatemali dysponują także śmigłowcami Bell 212, 412 i UH1D/H Iroquois, które mogą być uzbrojone, a także kilkoma śmigłowcami Bell 206 (w wersji B), które wykorzystywane są do celów dyspozycyjnych.

## Wyposażenie
| Samolot                    | Kraj pochodzenia  | Typ                            | Wersje                   | W służbie | Uwagi                             |
| -------------------------- | ----------------- | ------------------------------ | ------------------------ | --------- | --------------------------------- |
| Basler BT-67               | Stany Zjednoczone | transportowy                   |                          | 4         |                                   |
| IAI Arava                  | Izrael            | transportowy                   | Arava 201                | 4         |                                   |
| Fokker F27                 | Holandia          | transportowy krótkiego zasięgu | F27-200F27-400M          | 1         |                                   |
| Beechcraft King Air        | Stany Zjednoczone | Samolot Prezydencki            | F90F200300               | 1         |                                   |
| Beechcraft                 | Stany Zjednoczone | transportowy                   | King Air C90King Air 300 | 2         |                                   |
| Beechcraft                 | Stany Zjednoczone | transportowy                   | King Air 65-A90          | 2         |                                   |
| Bell UH-1H Iroquois        | Stany Zjednoczone | śmigłowiec wielozadaniowy      | UH-1H                    | 4         |                                   |
| Bell 206 JetRanger         | Stany Zjednoczone | śmigłowiec wielozadaniowy      | 206B206L                 | 3         |                                   |
| Bell 212 Twin Huey         | Stany Zjednoczone | śmigłowiec transportowy        |                          | 7         |                                   |
| Bell 412                   | Stany Zjednoczone | śmigłowiec wielozadaniowy      | 412EP                    | 3         |                                   |
| Bellanca 8KCAB Decathlon   | Stany Zjednoczone | wielozadaniowy                 |                          | 1         |                                   |
| Cessna T-41D Mezcalero     | Stany Zjednoczone | treningowy                     | T-41                     | 1         |                                   |
| Cessna 206 Stationair      | Stany Zjednoczone | transportowo-treningowy        | U206G                    | 2         |                                   |
| Cessna 210 Centurion       | Stany Zjednoczone | utility                        |                          | 1         |                                   |
| ENAER T-35 Pillán          | Chile             | treningowy                     | T-35B                    | 4         |                                   |
| Cessna A-37 Dragonfly      | Stany Zjednoczone | lekki szturmowy/COIN           | A-37B                    | 3         |                                   |
| Pilatus PC-7 Turbo Trainer | Szwajcaria        | treningowy                     |                          | 8         |                                   |
| Embraer EMB 314 A-29       | Brazylia          | szturmowy                      |                          | 10        |                                   |
| Piper PA-31 Navajo         | Stany Zjednoczone | pasażerski transportowy        |                          | 6         | modifikowany przez firmę Colemill |